# Asaltul (Star Trek: Voyager)
„Asaltul” (titlu original: „Basics”) este format din episoadele 42 și 43 ale serialului TV american SF Star Trek: Voyager. Episodul 42 este ultimul episod al sezonului al doilea și a avut premiera la 20 mai 1966 pe canalul UPN. Episodul 43 este primul episod al sezonului al treilea și a avut premiera la 4 septembrie 1966 pe UPN.

## Prezentare
Seska și secta Kazon-Nistrim preiau controlul navei Voyager și abandonează echipajul pe o planetă primitivă.
Membrii echipajului trebuie să învețe să supraviețuiască pe o planetă neospitalieră, în timp ce Doctorul, un membru al echipajului numit Suder și Paris încearcă să reia nava sub control.